# Karel XII.
Karel XII. (17. června 1682 Stockholm – 30. listopadu 1718 Fredrikshald) byl švédský král a vévoda falcko-zweibrückenský (1697–1718) z dynastie Wittelsbachů. Karel XII. je považován za jednoho z nejlepších vojevůdců 18. století. Jeho nástup na trůn v časném věku patnácti let byl jedním z hlavních faktorů, které vyprovokovaly vznik protišvédské koalice a následně severní válku. Mladý král si vedl sice podstatně lépe, než se očekávalo, ale nakonec byla jeho země udolána a on sám padl v boji.

## Původ
Narodil se jako nejstarší syn ze sedmi dětí švédského krále Karla XI. a jeho manželky Ulriky Eleonory; z jeho sourozenců se dospělosti dožily jen dvě sestry. Starší Hedvika Žofie (1681–1708) se 12. května 1698 provdala za hesenského vévodu Fridricha IV., mladší Ulrika Eleonora se po něm stala švédskou královnou.

## Vláda
V roce 1700 zahájila trojitá aliance Dánsko-Norsko, Sasko-Polsko-Litva a Rusko útok na švédský protektorát Holstein-Gottorp a na provincie Livonsko a Ingrie. Chtěli totiž využít situace, kdy Švédsku vládl mladý nezkušený král. Karel XII. však do roku 1706 přemohl všechny strany až na Rusko.
Jeho následný pochod na Ukrajinu skončil neslavně a Karel skončil v několikaletém tureckém exilu (1709–1714), odkud inkognito ujel mj. přes Slovensko do Stralsundu ve Švédských Pomořanech, který pomohl hájit. Poté vedl útok na Norsko, aby mohl dánského krále vyřadit z války a mohl tak všechny vojenské síly soustředit na Rusko. Dvě neúspěšné vojenské kampaně skončily jeho smrtí při obléhání norského Frederikshaldu v roce 1718. Král zahynul přímo v boji po zásahu kartáčovou střelou. Oddaní a zarmoucení Švédští vojáci bezprostředně po králově smrti od Frederikshaldu ustoupili a královo tělo nesli stovky kilometrů do vlasti až do hlavního města, kde byl pochován.
V té době byla většina švédských území okupována cizím vojskem, ačkoliv Švédsko samotné bylo stále svobodné. V letech 1719–1720 však ruské námořní desanty plenily švédské pobřeží. Nakonec byl 10. září 1721 podepsán Nystadský mír, který znamenal ztrátu švédských pozic v pobaltských státech a v části Karélie a jeho ústup z postavení velmoci, v níž ho definitivně nahradilo Rusko, které získalo přístup k Baltu. Švédsko po této válce změnilo politiku a začalo těžit ze svého geografického postavení, které mu umožňovalo vyhnout se přímé účasti v evropských konfliktech.
Karel XII. byl obzvláště schopný vojenský velitel a taktik i obratný politik. Povahově byl skromný, v jídle a pití střídmý, k sobě i okolí náročný luterán, cenil si loajality, nepromíjel zradu. Zavedl rovněž důležité daňové a právní reformy. Jelikož více než polovinu jeho života a téměř celou jeho vládu probíhala válka, nikdy se neoženil a nezplodil tak dědice. Jeho starší sestra byla v době jeho smrti už deset let mrtvá, a tak se dědičkou švédského trůnu stala Karlova mladší sestra Ulrika Eleonora Švédská, která se však brzy vzdala trůnu ve prospěch svého manžela Frederika, hesensko-kasselského lankraběte. Mezi zajímavosti patří, že Karel XII si v tureckém exilu oblíbil místní pokrm dolamas, tj. zelný nebo vinný list plněný mletým masem. Po jeho návratu z exilu tento pokrm ve Švédsku, v pozměněné podobě, zdomácněl a dodnes, jakožto masové kuličky, patří mezi nejznámější švédská jídla.

## Vývod z předků
|            |                                        |  |                     |                                 |  |  |  |  |  |  |  | Jan I. Falcko-Zweibruckenský |
|            |                                        |  |                     |                                 |  |  |  |  |  |  |  |                              |
|            | Kazimír Falcko-Zweibrückenský          |  |                     |                                 |  |  |  |  |  |  |  |                              |
|            |                                        |  |                     |                                 |  |  |  |  |  |  |  |                              |
|            |                                        |  |                     | Magdalena Klevská               |  |  |  |  |  |  |  |                              |
|            |                                        |  |                     |                                 |  |  |  |  |  |  |  |                              |
|            | Karel X. Gustav                        |  |                     |                                 |  |  |  |  |  |  |  |                              |
|            |                                        |  |                     |                                 |  |  |  |  |  |  |  |                              |
|            |                                        |  |                     | Karel IX. Švédský               |  |  |  |  |  |  |  |                              |
|            |                                        |  |                     |                                 |  |  |  |  |  |  |  |                              |
|            | Kateřina Švédská                       |  |                     |                                 |  |  |  |  |  |  |  |                              |
|            |                                        |  |                     |                                 |  |  |  |  |  |  |  |                              |
|            |                                        |  |                     | Marie Kristýna Falcká           |  |  |  |  |  |  |  |                              |
|            |                                        |  |                     |                                 |  |  |  |  |  |  |  |                              |
|            | Karel XI.                              |  |                     |                                 |  |  |  |  |  |  |  |                              |
|            |                                        |  |                     |                                 |  |  |  |  |  |  |  |                              |
|            |                                        |  |                     | Jan Adolf Holštýnsko-Gottorpský |  |  |  |  |  |  |  |                              |
|            |                                        |  |                     |                                 |  |  |  |  |  |  |  |                              |
|            | Fridrich III. Holštýnsko-Gottorpský    |  |                     |                                 |  |  |  |  |  |  |  |                              |
|            |                                        |  |                     |                                 |  |  |  |  |  |  |  |                              |
|            |                                        |  |                     | Augusta Dánská                  |  |  |  |  |  |  |  |                              |
|            |                                        |  |                     |                                 |  |  |  |  |  |  |  |                              |
|            | Hedvika Eleonora Holštýnsko-Gottorpská |  |                     |                                 |  |  |  |  |  |  |  |                              |
|            |                                        |  |                     |                                 |  |  |  |  |  |  |  |                              |
|            |                                        |  |                     | Jan Jiří I. Saský               |  |  |  |  |  |  |  |                              |
|            |                                        |  |                     |                                 |  |  |  |  |  |  |  |                              |
|            | Marie Alžběta Saská                    |  |                     |                                 |  |  |  |  |  |  |  |                              |
|            |                                        |  |                     |                                 |  |  |  |  |  |  |  |                              |
|            |                                        |  |                     | Magdalena Sibylla Pruská        |  |  |  |  |  |  |  |                              |
|            |                                        |  |                     |                                 |  |  |  |  |  |  |  |                              |
| Karel XII. |                                        |  |                     |                                 |  |  |  |  |  |  |  |                              |
|            |                                        |  |                     |                                 |  |  |  |  |  |  |  |                              |
|            |                                        |  | Frederik II. Dánský |                                 |  |  |  |  |  |  |  |                              |
|            |                                        |  |                     |                                 |  |  |  |  |  |  |  |                              |
|            | Kristián IV. Dánský                    |  |                     |                                 |  |  |  |  |  |  |  |                              |
|            |                                        |  |                     |                                 |  |  |  |  |  |  |  |                              |
|            |                                        |  |                     | Žofie Meklenburská              |  |  |  |  |  |  |  |                              |
|            |                                        |  |                     |                                 |  |  |  |  |  |  |  |                              |
|            | Frederik III. Dánský                   |  |                     |                                 |  |  |  |  |  |  |  |                              |
|            |                                        |  |                     |                                 |  |  |  |  |  |  |  |                              |
|            |                                        |  |                     | Jáchym Fridrich Braniborský     |  |  |  |  |  |  |  |                              |
|            |                                        |  |                     |                                 |  |  |  |  |  |  |  |                              |
|            | Anna Kateřina Braniborská              |  |                     |                                 |  |  |  |  |  |  |  |                              |
|            |                                        |  |                     |                                 |  |  |  |  |  |  |  |                              |
|            |                                        |  |                     | Kateřina Braniborsko-Küstrinská |  |  |  |  |  |  |  |                              |
|            |                                        |  |                     |                                 |  |  |  |  |  |  |  |                              |
|            | Ulrika Eleonora Dánská                 |  |                     |                                 |  |  |  |  |  |  |  |                              |
|            |                                        |  |                     |                                 |  |  |  |  |  |  |  |                              |
|            |                                        |  |                     | Vilém Brunšvicko-Lüneburský     |  |  |  |  |  |  |  |                              |
|            |                                        |  |                     |                                 |  |  |  |  |  |  |  |                              |
|            | Jiří Brunšvicko-Lüneburský             |  |                     |                                 |  |  |  |  |  |  |  |                              |
|            |                                        |  |                     |                                 |  |  |  |  |  |  |  |                              |
|            |                                        |  |                     | Dorotea Dánská                  |  |  |  |  |  |  |  |                              |
|            |                                        |  |                     |                                 |  |  |  |  |  |  |  |                              |
|            | Žofie Amálie Brunšvická                |  |                     |                                 |  |  |  |  |  |  |  |                              |
|            |                                        |  |                     |                                 |  |  |  |  |  |  |  |                              |
|            |                                        |  |                     | Ludvík V. Hesensko-Darmstadtský |  |  |  |  |  |  |  |                              |
|            |                                        |  |                     |                                 |  |  |  |  |  |  |  |                              |
|            | Anna Eleonora Hesensko-Darmstadtská    |  |                     |                                 |  |  |  |  |  |  |  |                              |
|            |                                        |  |                     |                                 |  |  |  |  |  |  |  |                              |
|            |                                        |  |                     | Magdalena Braniborská           |  |  |  |  |  |  |  |                              |
|            |                                        |  |                     |                                 |  |  |  |  |  |  |  |                              |